# Trilogia del potere
Trilogia del potere è la serie dei primi tre album pubblicati dal gruppo rock italiano dei Litfiba tra il 1985 e il 1988: Desaparecido (1985), 17 re (1986) e Litfiba 3 (1988), considerati tra i più importanti del rock italiano ed accomunati da una forte critica verso il totalitarismo, espressa nei testi dei brani.

## Desaparecido(1985)
Il suono del primo disco unisce le influenze più oscure della new wave britannica con un gusto per la melodia tipicamente mediterranea. I complessi testi, scritti da Piero Pelù, hanno spesso una componente onirica e lisergica e sono caratterizzati dall'utilizzo della metafora. Alcune tra le canzoni dell'album rimarranno come pezzi fondamentali del repertorio dal vivo del gruppo. Tra questi in particolare si segnalano Eroi nel vento, La preda e Lulù e Marlene (dedicata a Louise Brooks). Guerra e La preda sono nuove versioni dei brani presenti rispettivamente nell'EP Litfiba e nel singolo Luna/La preda.

## 17 re(1986)
Sicuramente tra i più riusciti album della band, esso prende il titolo da quella che doveva essere la titletrack, che però non fu poi pubblicata perché ritenuta dagli stessi Litfiba poco convincente e musicalmente non all'altezza della altre canzoni dell'album. Tuttavia, il testo di questa canzone fu stampato all'interno della copertina dell'album ed è stato nuovamente pubblicato nella biografia della band "A denti stretti", realizzata nel 2000 dal giornalista Federico Guglielmi. Dal punto di vista del suono si presenta come molto diverso dal precedente: i suoni oscuri della new wave sono sopraffatti dai suoni del mondo latino-mediterraneo, creando un'atmosfera meno "oscura" e più "infuocata".
La titolarità dei brani è da ritenersi dell'intero gruppo, seppure formalmente i diritti dei brani appartengano al chitarrista Renzulli. Gli arrangiamenti di tutte le canzoni presenti nell'album sono stati curati dal bassista Gianni Maroccolo, che ha contribuito in tal senso alla caratterizzazione di ogni brano, scegliendo per ognuno suoni ed effetti sempre diversi per gli strumenti, rifacendosi anche ai diversi stili musicali dei brani presenti. Per questo 17 re è da considerarsi un lavoro più maturo e meno piatto nelle sonorità rispetto al precedente Desaparecido. Un contributo fondamentale alla riuscita del disco è dato dalle ritmiche serrate e precise, seppure estremamente elementari, del batterista Ringo De Palma e dello stesso Gianni Maroccolo, e dalle ricercate melodie rock/new wave di basso, tastiere e chitarre.

## 3(1988)
Inizialmente il titolo doveva essere Prigionieri. Si tratta anzi dell'album più politico del gruppo fiorentino. Politico già dalla copertina in cui è ritratto Willie Jasper Darden, un nero giustiziato sulla sedia elettrica in Florida, nonostante i forti dubbi sulla sua colpevolezza. Ed al tema della pena di morte è dedicata anche la terza traccia dell'album (la splendida Louisiana focalizzata sulla pena di morte).
Ma i bersagli sono ben più numerosi. Tra questi Giovanni Paolo II per la sua controversa visita all'allora dittatore cileno Pinochet ("E dittatura e religione / fanno l'orgia sul balcone" recita Santiago, traccia di apertura dell'album). Ma anche le istituzioni per il controllo della "devianza" psichica (Ci sei solo tu) o il genocidio dei nativi americani (Tex). In generale, sia nelle liriche che nella musica, si registra un'evoluzione per il gruppo che sembra orientarsi verso una comunicazione più diretta ed immediata, ma non per questo meno efficace.

## Live
Dedicati alla trilogia del potere, vi sono anche due album live che contengono le migliori performance dal vivo di quel periodo: 12-5-87 (aprite i vostri occhi) e Pirata, realizzati rispettivamente nel 1987 e nel 1989. Nel 2013 esce Trilogia 1983-1989 live 2013 registrato durante le esibizioni che ripropongono le canzoni dei primi tre album.